# قتل پروانه‌ها
قتل پروانه‌ها (به انگلیسی: The Butterfly Murders) یک فیلم سینمایی ووشیا هنگ کنگی محصول سال ۱۹۷۹ به کارگردانی تسوی هارک است.